# Euproctis pratti
Euproctis pratti är en fjärilsart som beskrevs av George Thomas Bethune-Baker 1904. Euproctis pratti ingår i släktet Euproctis och familjen tofsspinnare. Inga underarter finns listade i Catalogue of Life.